# رایو (تنسی)
رایو(به انگلیسی: Rives) شهری در ایالت تنسی کشور ایالات متحده آمریکا است که جمعیت آن در سرشماری سال ۲۰۱۰ میلادی، ۳۲۶ نفر بوده‌است.